# PwPostL Bay 83
Bei den bayerischen PwPostL Bay 83 handelt es sich um kombinierte Post- und Packwagen der Königlich Bayerischen Staatseisenbahnen für den Einsatz in Lokalbahnzügen. Sie wurden im Wagenstandsverzeichnis von 1897 unter der Blatt-Nr. 326 und im Verzeichnis von 1913 unter der Blatt-Nr. 597 geführt.

## Entwicklung
Mit dem größer werdenden Streckennetz an Lokalbahnen (ab 1884 als solche bezeichnet) einher ging der Bedarf an passenden Wagen für den Personenverkehr. Diese Wagen erhielten Buchstaben „L“ als Gattungsmerkmal. Ab 1880 wurden für diese Verkehre leichte Wagen mit einer äußeren Bretterverschalung mit einheitlichen Abmessungen beschafft. Diese Wagen waren für den Militärtransport nicht geeignet.

## Beschaffung
In einer ersten Serie wurden in dem Zeitraum zwischen 1880 und 1886 insgesamt 232 Wagen der Gattungen BCL, CL, PBL und PPostL beschafft. Neben einem einheitlichen Grundriss hatten sie offene Endplattformen mit einfachen Eisenstangen als Sicherung an den Aufstiegen und nur durch Bügel gesicherte Personalübergänge.
Da eigene Wagen für den Postverkehr auf den schwach frequentierten Lokalbahnstrecken zu aufwendig und kostenintensiv waren wurden in dem Zeitraum von 1882 bis 1886 insgesamt 56 kombinierte Gepäck- und Postwagen beschafft. Von diesen gehörten insgesamt 12 Stück zu der Gattung PwPostl nach ursprünglichen Blatt-Nr. 326. Im Verzeichnis von 1913 hatten die Wagen die Blatt-Nummer 597.
Bis auf die äußere Gestaltung entsprachen sie den Wagen nach Blatt-Nr. 325. Im Gegensatz zu diesen hatten die Wagen nach Blatt 326 eine Beplankung aus Blech.

## Konstruktive Merkmale

### Untergestell
Der Rahmen der Wagen war komplett aus Profileisen aufgebaut und genietet. Die äußeren Längsträger hatten Doppel-T-Form mit einer Höhe von 200 mm. Die Querträger und die inneren Längsträger waren aus U-Profilen und nicht gekröpft. Als Zugeinrichtung hatten die Wagen Schraubenkupplungen nach VDEV. Die Zugstange war durchgehend und mittig gefedert. Als Stoßeinrichtung besaßen die Wagen ursprünglich zweifach geschlitzte Korbpuffer mit einer Einbaulänge von 612 mm und 360 mm für die Pufferteller. An beiden Wagenenden waren offene Übergangsbühnen mit einer Breite von 700 mm vorhanden.

### Laufwerk
Die Wagen hatten aus Blechen und Winkeln genietete Achshalter der kurzen, geraden Bauform. Gelagert waren die Achsen in Gleitachslagern. Die Räder wurden mit 1.764 mm langen Tragfedern abgestützt deren sieben Lagen die Maße 76 mm × 13 mm hatten. Die Räder hatten Speichenradkörper des bayerischen Typs 37 mit einem Durchmesser von 974 mm. Neben einer Handspindelbremse auf der Endplattform der dem Gepäckteil zugewandten Seite der Wagen waren alle – spätestens ab dem WV von 1897 – mit einer Luftsaugbremse des Typs Hardy ausgerüstet.

### Wagenkasten
Der Rahmen des Wagenkastens bestand aus einem hölzernen Ständerwerk, welches durch stählerne Zugbänder versteift wurde. Die Wände waren außen mit Blechen beplankt, die Stoßfugen wurden durch Deckleisten gesichert. Die Seiten- und die Stirnwände waren gerade. Das flache Tonnendach stand an den Seiten leicht über und ragte über die Übergangsbühne hinaus. Von der Übergangsbühne aus erfolgte der Zugang zum Wagen.
Die Wagenübergänge an den Stirnseiten waren nur durch das Personal zu nutzen.

### Ausstattung
Der Wagenkasten war in ein Postabteil und ein Gepäckabteil unterteilt. Das etwas größere Gepäckabteil hatte auf beiden Seiten 1500 mm breite, zweiteilige, nach innen aufschlagende Drehtüren zur Be- und Entladung.
Das Postabteil hatte vergitterte Fenster und an den beiden Wagenseiten 600 mm breite, nach innen aufschlagende Drehtüren zur Be- und Entladung. Die Abteile waren durch eine Schiebetüre in der Zwischenwand zugänglich.
Beleuchtet wurden die Wagen mit Petroleumleuchten. Die Beheizung erfolgte mit Dampf durch einen in der Zwischenwand stehenden Röhrenofen. Zur Belüftung gab es herablassbare Fenster.

## Skizzen, Musterblätter, Fotos

Ansicht nach Blatt 108 aus dem WV von 1891
Ansicht nach Blatt 326 aus dem WV von 1897
Ansicht nach Blatt 597 aus dem WV von 1913

## Wagennummern
Die Daten zu den Wagen sind den Wagenpark-Verzeichnissen der Kgl.Bayer.Staatseisenbahnen, aufgestellt nach dem Stande vom 31. März 1897 und 1913 entnommen.
| Herstelldaten                | Herstelldaten                | Herstelldaten                | Gattungszeichen je Epoche Wagennummern je Epoche (mit Direktionsangaben) | Gattungszeichen je Epoche Wagennummern je Epoche (mit Direktionsangaben) | Gattungszeichen je Epoche Wagennummern je Epoche (mit Direktionsangaben) | Gattungszeichen je Epoche Wagennummern je Epoche (mit Direktionsangaben) | Gattungszeichen je Epoche Wagennummern je Epoche (mit Direktionsangaben) | Gattungszeichen je Epoche Wagennummern je Epoche (mit Direktionsangaben) | Gattungszeichen je Epoche Wagennummern je Epoche (mit Direktionsangaben) | Gattungszeichen je Epoche Wagennummern je Epoche (mit Direktionsangaben) | Fahrwerk / Ausstattung | Fahrwerk / Ausstattung | Fahrwerk / Ausstattung | Fahrwerk / Ausstattung   | Fahrwerk / Ausstattung   | Fahrwerk / Ausstattung   | Fahrwerk / Ausstattung   | Fahrwerk / Ausstattung   | Fahrwerk / Ausstattung   | Zusatzinfos                                          |
| Bau- jahr                    | Her- steller                 | An- zahl                     | ab 1876                                                                  | ab 1893                                                                  | ab 1897                                                                  | ab 1913                                                                  | DR (ab 1923)                                                             | DRG (ab 1930)                                                            | Ausge- mustert                                                           | letzt. Heimat-Bf.                                                        | Brem- sen              | Bl.                    | Hz.                    | Art u. Anz. Räume je Typ | Art u. Anz. Räume je Typ | Art u. Anz. Räume je Typ | Art u. Anz. Räume je Typ | Art u. Anz. Räume je Typ | Art u. Anz. Räume je Typ | Bemerkung                                            |
| Blatt-Nr. aus WV von Gattung | Blatt-Nr. aus WV von Gattung | Blatt-Nr. aus WV von Gattung | 108 1891 J                                                               | Plan 1893 PPost                                                          | 326 1897 PPostL                                                          | 597 1913 PPostL                                                          | PwPostL Bay 83                                                           |                                                                          |                                                                          |                                                                          | (siehe jew. Legende)   | (siehe jew. Legende)   | (siehe jew. Legende)   | A                        | D                        | G                        | P                        | V                        | Z                        |                                                      |
| ---------------------------- | ---------------------------- | ---------------------------- | ------------------------------------------------------------------------ | ------------------------------------------------------------------------ | ------------------------------------------------------------------------ | ------------------------------------------------------------------------ | ------------------------------------------------------------------------ | ------------------------------------------------------------------------ | ------------------------------------------------------------------------ | ------------------------------------------------------------------------ | ---------------------- | ---------------------- | ---------------------- | ------------------------ | ------------------------ | ------------------------ | ------------------------ | ------------------------ | ------------------------ | ---------------------------------------------------- |
| 1883                         |                              | 2                            | 21 044                                                                   | 18 544                                                                   | 18 582                                                                   | 18 582                                                                   |                                                                          |                                                                          |                                                                          |                                                                          | Pl; Hbr                | P                      | D                      |                          |                          |                          | 1                        | 1                        |                          |                                                      |
| 1883                         | 21 045                       | 2                            | 18 545                                                                   | 18 583                                                                   | 18 583                                                                   |                                                                          |                                                                          |                                                                          |                                                                          |                                                                          | Pl; Hbr                | P                      | D                      |                          |                          |                          | 1                        | 1                        |                          |                                                      |
| 1885                         |                              | 2                            | 21 948                                                                   | 18 555                                                                   | 18 593                                                                   | 18 593                                                                   |                                                                          |                                                                          |                                                                          |                                                                          | Pl; Hbr                | P                      | D                      |                          |                          |                          | 1                        | 1                        |                          | großer Postraum; mit Schraubenradbremse ausgestattet |
| 1885                         | 21 950                       | 2                            | 18 557                                                                   | 18 595                                                                   | 1909 umgebaut zu einem PL (siehe Blatt 615)                              | 1909 umgebaut zu einem PL (siehe Blatt 615)                              | 1909 umgebaut zu einem PL (siehe Blatt 615)                              | 1909 umgebaut zu einem PL (siehe Blatt 615)                              | 1909 umgebaut zu einem PL (siehe Blatt 615)                              |                                                                          | Pl; Hbr                | P                      | D                      |                          |                          |                          | 1                        | 1                        |                          |                                                      |
| 1885                         |                              | 4                            | 21 951                                                                   | 18 558                                                                   | 18 596                                                                   | 18 596                                                                   |                                                                          |                                                                          |                                                                          |                                                                          | Pl; Hbr                | P                      | D                      |                          |                          |                          | 1                        | 1                        |                          | ursprünglich mit Reibungsbremse ausgestattet         |
| 1885                         | 21 952                       | 4                            | 18 559                                                                   | 18 597                                                                   | 18 597                                                                   |                                                                          |                                                                          |                                                                          |                                                                          |                                                                          | Pl; Hbr                | P                      | D                      |                          |                          |                          | 1                        | 1                        |                          | ursprünglich mit Reibungsbremse ausgestattet         |
| 1885                         | 21 953                       | 4                            | 18 560                                                                   | 18 598                                                                   | 18 598                                                                   |                                                                          |                                                                          |                                                                          |                                                                          | ursprünglich mit Schraubenradbremse ausgestattet                         | Pl; Hbr                | P                      | D                      |                          |                          |                          | 1                        | 1                        |                          |                                                      |
| 1885                         | 21 954                       | 4                            | 18 561                                                                   | 18 599                                                                   | 18 599                                                                   |                                                                          |                                                                          |                                                                          |                                                                          | ursprünglich mit Reibungsbremse ausgestattet                             | Pl; Hbr                | P                      | D                      |                          |                          |                          | 1                        | 1                        |                          |                                                      |
| 1885                         |                              | 2                            | 21 962                                                                   | 18 569                                                                   | 18 607                                                                   | 18 607                                                                   |                                                                          |                                                                          |                                                                          |                                                                          | Pl; Hbr                | P                      | D                      |                          |                          |                          | 1                        | 1                        |                          | ursprünglich mit Reibungsbremse ausgestattet         |
| 1885                         | 21 963                       | 2                            | 18 570                                                                   | 18 608                                                                   | 18 608                                                                   |                                                                          |                                                                          |                                                                          |                                                                          |                                                                          | Pl; Hbr                | P                      | D                      |                          |                          |                          | 1                        | 1                        |                          | ursprünglich mit Reibungsbremse ausgestattet         |
| 1885                         |                              | 2                            | 22 303                                                                   | 18 571                                                                   | 18 609                                                                   | 18 609                                                                   |                                                                          |                                                                          |                                                                          |                                                                          | Pl; Hbr                | P                      | D                      |                          |                          |                          | 1                        | 1                        |                          | ursprünglich mit Reibungsbremse ausgestattet         |
| 1885                         | 22 305                       | 2                            | 18 573                                                                   | 18 611                                                                   | 18 611                                                                   |                                                                          |                                                                          |                                                                          |                                                                          |                                                                          | Pl; Hbr                | P                      | D                      |                          |                          |                          | 1                        | 1                        |                          | ursprünglich mit Reibungsbremse ausgestattet         |